# Louise Sébastienne Danton Dupin
Louise Sébastienne Danton Dupin (nata Louise Sébastienne Gely; Parigi, 3 marzo 1776 – Parigi, 28 luglio 1856) è una personalità legata alla rivoluzione francese; fu la seconda moglie del rivoluzionario Georges Jacques Danton ed in seguito moglie del barone Claude-François-Étienne Dupin.

## Biografia
Louise Sébastienne Gely fu figlia di Marc-Antoine Gely, uno dei principali fondatori del Parlamento di Parigi e membro del Club dei Cordiglieri. Georges Jacques Danton, che sembra averlo conosciuto prima della rivoluzione, nel 1792 gli diede un posto di lavoro presso il dipartimento della marina.
Quattro mesi dopo la morte di Antoinette Gabrielle Danton, Georges Jacques Danton si risposò il 1º luglio 1793, di fronte ad un prete refrattario, con la diciassettenne Louise Sébastienne Gely. Dieci mesi più tardi Louise divenne vedova, quando il 5 aprile 1794 il marito venne condannato alla ghigliottina.
Due anni più tardi, si sposò con il segretario generale del Comitato esecutivo del dipartimento di Parigi, Claude-François-Étienne Dupin, in seguito nominato Barone dell'Impero da Napoleone Bonaparte. Da questa unione nacquero Antoine Louis Gabriel Dupin (1804-1856), secondo barone Dupin, e Camille Antoinette Dupin.
Louise Sébastienne Danton Dupin morì nel 1856 e venne sepolta nel Cimitero di Montparnasse.

## Nella cultura di massa
Louise Sébastienne Danton Dupin è stata interpretata da Muriel Brenner nella miniserie televisiva La rivoluzione francese (1989).